# Quebec Magnetic
Quebec Magnetic — відео-альбом гурту Metallica. Альбом є першим релізом, що вийшов на власному лейблі гурту Blackened Recordings.
Альбом був проданий тиражем близько 14000 копій протягом першого тижня після випуску і посів другий рядок в Billboard Top Music Videos chart.

## Список композицій
В альбом увійшли пісні з обох концертів, пісні, що не гралися в основний сет-лист включені як бонус-треки
| Quebec Magnetic | Quebec Magnetic             | Quebec Magnetic                                             | Quebec Magnetic |
| #               | Назва                       | Автор                                                       | Тривалість      |
| --------------- | --------------------------- | ----------------------------------------------------------- | --------------- |
| 1.              | «That Was Just Your Life»   | Джеймс Гетфілд, Ларс Ульріх, Кірк Хеммет, Роберт Трухільйо  |                 |
| 2.              | «The End of the Line»       | Гетфілд, Ульріх, Хеммет, Трухільйо                          |                 |
| 3.              | «The Four Horsemen»         | Гетфілд, Ульріх, Дейв Мастейн                               |                 |
| 4.              | «The Shortest Straw»        | Гетфілд, Ульріх                                             |                 |
| 5.              | «One»                       | Гетфілд, Ульріх                                             |                 |
| 6.              | «Broken, Beat & Scarred»    | Гетфілд, Ульріх, Хеммет, Трухільйо                          |                 |
| 7.              | «My Apocalypse»             | Гетфілд, Ульріх, Хеммет, Трухільйо                          |                 |
| 8.              | «Sad But True»              | Гетфілд, Ульріх                                             |                 |
| 9.              | «Welcome Home (Sanitarium)» | Гетфілд, Ульріх, Хеммет                                     |                 |
| 10.             | «The Judas Kiss»            | Гетфілд, Ульріх, Хеммет, Трухільйо                          |                 |
| 11.             | «The Day That Never Comes»  | Гетфілд, Ульріх, Хеммет, Трухільйо                          |                 |
| 12.             | «Master of Puppets»         | Гетфілд, Ульріх, Хеммет, Кліфф Бертон                       |                 |
| 13.             | «Battery»                   | Гетфілд, Ульріх                                             |                 |
| 14.             | «Nothing Else Matters»      | Гетфілд, Ульріх, Хеммет, Трухільйо                          |                 |
| 15.             | «Enter Sandman»             | Гетфілд, Ульріх, Хеммет                                     |                 |
| 16.             | «Killing Time»              | Вівіан Кемпбелл, Тревор Флемінг, Реймонд Геллер, Деві Бейтс |                 |
| 17.             | «Whiplash»                  | Гетфілд, Ульріх                                             |                 |
| 18.             | «Seek & Destroy»            | Гетфілд, Ульріх                                             |                 |

| Бонус-треки | Бонус-треки               | Бонус-треки                         | Бонус-треки |
| #           | Назва                     | Автор                               | Тривалість  |
| ----------- | ------------------------- | ----------------------------------- | ----------- |
| 19.         | «For Whom the Bell Tolls» | Гетфілд, Ульріх, Бертон             |             |
| 20.         | «Holier Than Thou»        | Гетфілд, Ульріх                     |             |
| 21.         | «Cyanide»                 | Гетфілд, Ульріх, Хеммет, Трухільйо  |             |
| 22.         | «Turn the Page»           | Боб Сігер                           |             |
| 23.         | «All Nightmare Long»      | Гетфілд, Ульріх, Хеммет, Трухільйо  |             |
| 24.         | «Damage, Inc.»            | Гетфілд, Ульріх, Хеммет, Бертон     |             |
| 25.         | «Breadfan»                | Берк Шеллі, Тоні Бордж, Рэй Филлипс |             |
| 26.         | «Phantom Lord»            | Гетфілд, Ульріх, Мастейн            |             |

## Позиції в чартах
| Чарт (2012)                           | Найвища позиція |
| ------------------------------------- | --------------- |
| Hungarian Albums Chart                | 35              |
| U.S. Billboard Top Music Videos chart | 2               |